# Ödets makt (opera)

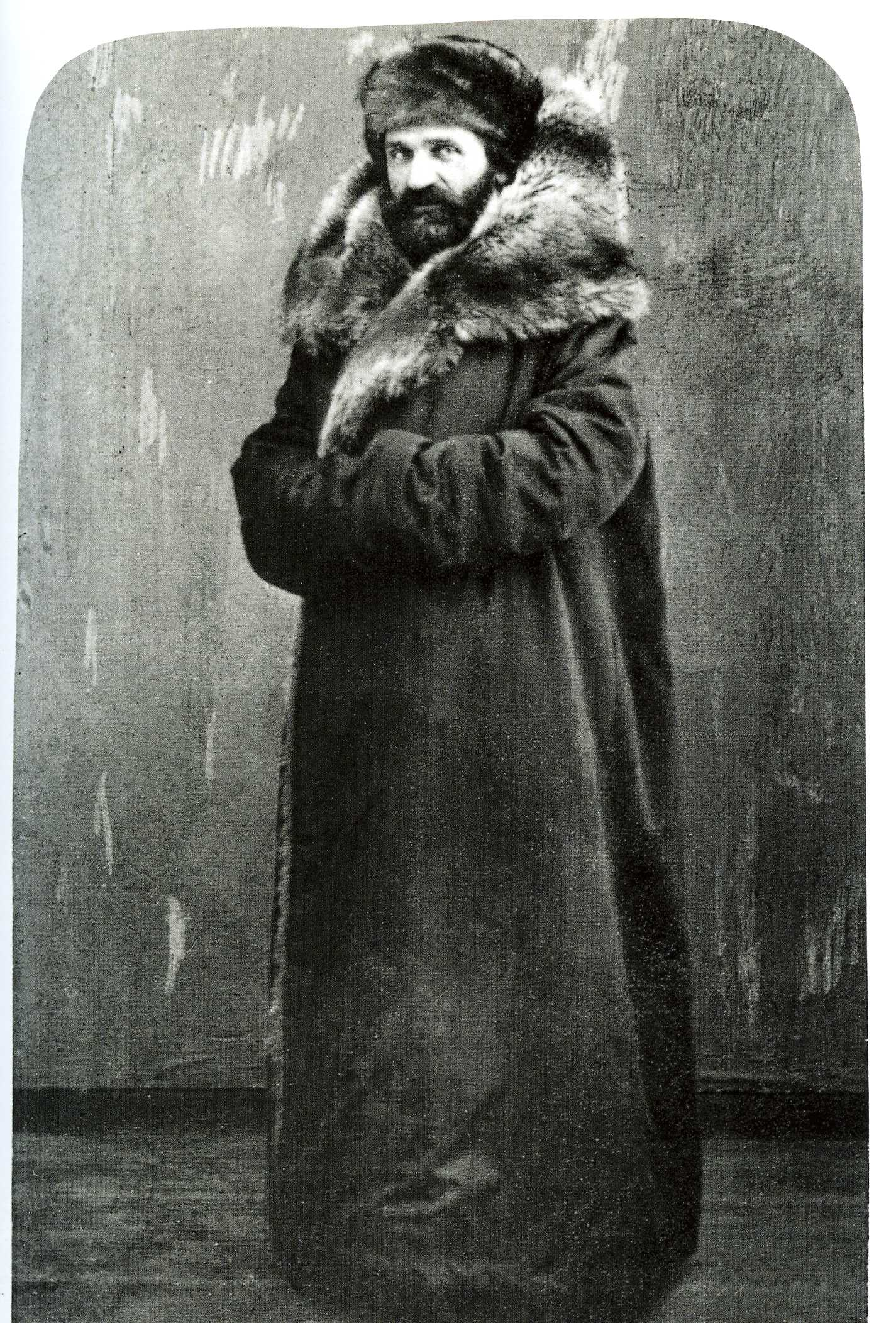
Giuseppe Verdi i Ryssland 1861-62

Ödets makt (italienska: La forza del destino) är en italiensk opera i fyra akter med musik av Giuseppe Verdi. Libretto av Francesco Maria Piave efter den spanska teaterpjäsen Don Álvaro, o La fuerza del sino (1835) av Angel de Saavedra Ramírez de Banquedano. Senare reviderat av Antonio Ghislanzoni.

## Historia
Verdi tycks 1859 ha bekantat sig med den spanska pjäs som ligger till grund för operan och när tenoren Enrico Tamberlik, som hade sjungit Manrico i en framgångsrik uppsättning av Trubaduren i Sankt Petersburg, föreslog teaterledningen där att inbjuda Verdi till staden, valde han detta ämne för den nya operan. Piave sattes att bearbeta pjäsen under Verdis ledning och i november 1861 for Verdi till Sankt Petersburg för att vara med vid de sista repetitionerna, men primadonnan blev sjuk och premiären fick uppskjutas till 10 november 1862. Operan blev en stor succé, kanske inte minst tack vare den magnifika dekoren. Tsar Alexander II hade kommenderat ut ett helt regemente så att krigsscenerna skulle bli effektfulla. I Italien gjorde Ödets makt dock ingen större lycka, så sex år senare beslöt Verdi att låta Ghislanzoni arbeta om librettot. Denna andra version hade premiär på La Scala i Milano den 20 februari 1869, och i den utformningen har operan blivit ett fast inslag i den internationella repertoaren.
Den svenska premiären ägde rum på Kungliga Operan i Stockholm den 21 januari 1928. Den sattes upp på Göteborgsoperan med premiär den 3 april 2004.

## Personer
- Markisen av Calatrava (bas)
- Leonora di Vargas, hans dotter (sopran)
- Don Carlo di Vargas, hans son (baryton)
- Don Alvaro, en mestis, ättling till en kunglig inkasläkt (tenor)
- Il padre Guardiano (bas)
- Fra Melitone (baryton)
- Preziosilla, en ung spåkvinna (mezzosopran)
- Mastro Trabuco, mulåsnedrivare (tenor)
- Borgmästaren (bas)
- En fältskär (tenor)
- Curra, Leonoras kammarjungfru (mezzosopran)

## Handling
Operan utspelar sig i Spanien och Italien omkring år 1750.

### Akt I
Markisen av Calatrava har spärrat in sin dotter Leonora på sitt lantställe därför att hon har förälskat sig i den peruanske inkaättlingen Alvaro men hon ämnar fly med den älskade ("Ah, per sempre, o mio bell'angiol"). Hennes kammarjungfru ger tecken till att allt är klart, men i sista ögonblicket ber hon Alvaro att dröja med flykten. Han tror att hon trots allt har blivit betänksam inför att gifta sig med en halvindian, men hon kastar sig i hans armar och bedyrar honom sin kärlek. De överraskas av markisen men för att slippa strida med Leonoras far kastar Alvaro sin pistol ifrån sig. Den råkar gå av och sårar markisen dödligt. Döende förbannar han sin dotter som förs bort av Alvaro.
Under flykten har Alvaro och Leonora blivit skilda åt. Hon har förklätt sig till en ung man och kommer en dag till en by där hon i sitt gömställe hör sin bror don Carlo som kallar sig "den svarte studenten", berätta att han har avbrutit sina studier för att spåra upp sin syster och hennes älskare och hämnas mordet på fadern. Av vad brodern sagt tror hon att Alvaro har glömt henne och återvänt till sin hemtrakt, och därför tar hon sin tillflykt till ett närbeläget kloster. Broder Melitone för henne till priorn och för honom avslöjar hon vem hon är. Han lovar att hon skall få leva i fred som eremit.

### Akt II

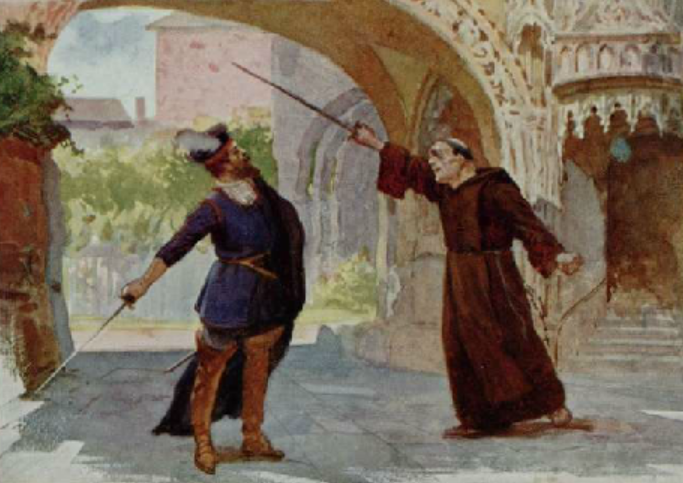
Akt Ill

Alvaro befinner sig under namnet kapten Herero på ett slagfält i närheten av Rom. Han förlorar sig i minnet av Leonora, som han tror är död ("O tu che in seno agli angeli"), då hör han skrik och rop. En officer har fallit i händerna på en fientlig patrull, men Alvaro befriar honom. Det är Leonoras bror don Carlo som inför Alvaro kallar sig de Bornos. De känner inte igen varandra utan svär varandra evig vänskap. Under striden har Alvaro blivit allvarligt sårad och ger därför don Carlo en bunt brev som han ber honom bränna olästa. Då han har burits bort av läkarna förstår don Carlo att "Herero" kan vara hans fars mördare och att breven kan avslöja sanningen, men han har svurit sin vän att bränna dem olästa så han kastar dem på bordet. Därvid faller Leonoras porträtt ut och bekräftar hans misstankar. Rasande svär han att döda Alvaro när han får höra att denne kommer att överleva sina skador. Alvaro återvinner sina krafter och don Carlo utmanar honom på duell, men Alvaro bedyrar att han är oskyldig och först då don Carlo hotar med att döda Leonora griper Alvaro till vapen. Duellen hejdas emellertid av lägervakterna, och Alvaro tillkännager att han ämnar gå i kloster.

### Akt Ill
I klostret är broder Melitone i färd med att dela ut mat till de fattiga då han får besök av don Carlo som äntligen efter fem års sökande åter har kommit Alvaro på spåren. Denne vistas i klostret under namnet fader Raffaele och låter sig högst motvilligt provoceras till en duell med don Carlo. Alvaro sårar sin motståndare dödligt och skyndar sig till eremitens hydda utan att veta att den förklädda Leonora bor där. Han ber eremiten ge den döende syndaförlåtelse och de båda älskande känner äntligen igen varandra. Men även don Carlo har känt igen systern och stöter med sina sista krafter sin dolk i hennes bröst. Hon dör i Alvaros armar.

## Diskografi (urval)
- La forza del destino. Leontyne Price, Placido Domingo, Sherrill Milnes, Fiorenza Cossotto. London Symphony Orchestra. James Levine, dirigent. RCA (ADD) 74321 39502-2. 3 CD.[3]